# Dichter und ihre Gesellen

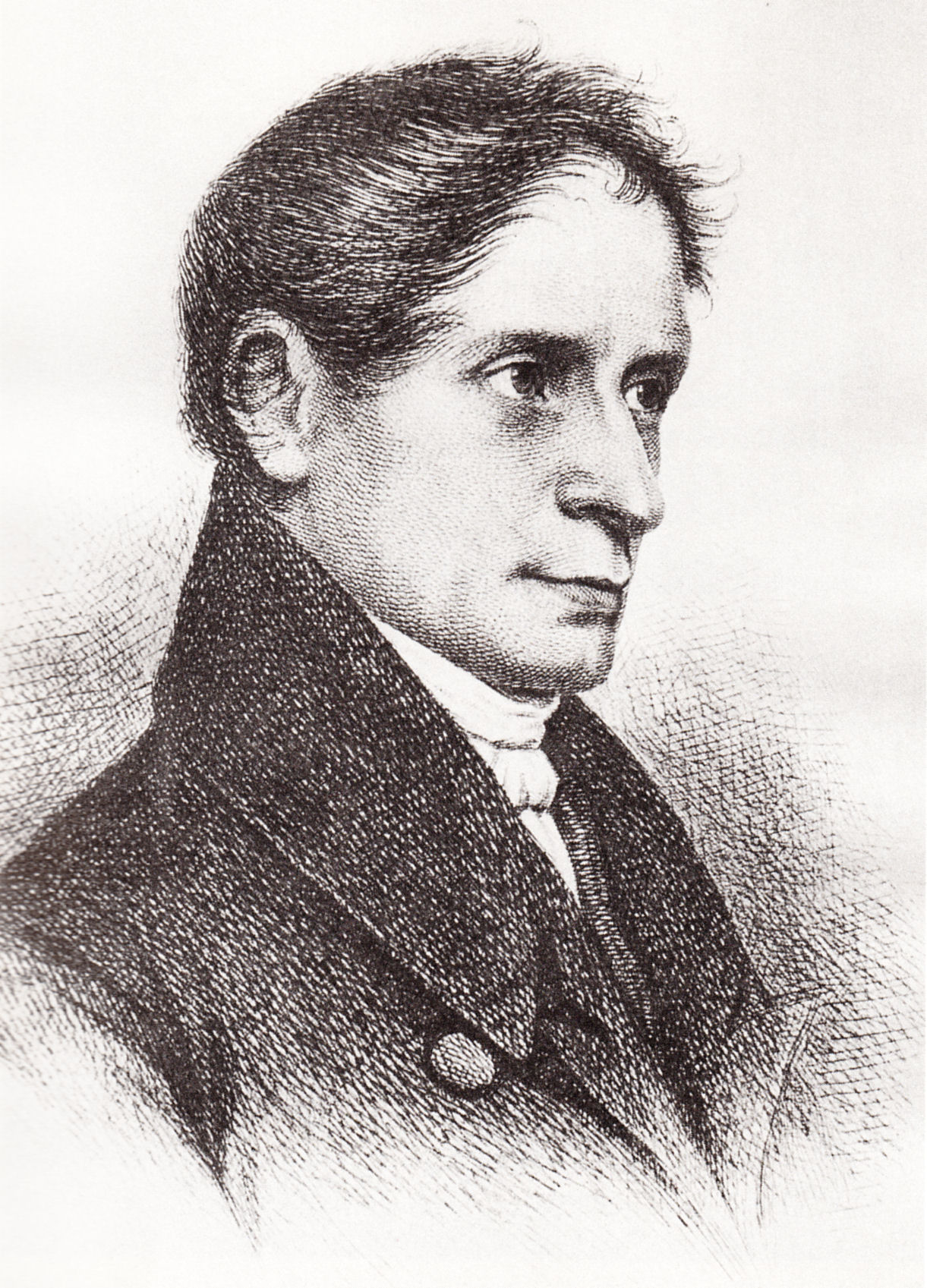
Joseph von Eichendorff

Dichter und ihre Gesellen ist ein romantischer Roman von Joseph von Eichendorff, der zu Weihnachten 1833 bei Duncker & Humblot in Berlin erschien.

## Inhalt
Der Roman ist gegliedert in drei Bücher.
Erstes Buch
Auf dem Ritt nach Italien sucht Baron Fortunat Walter auf, einen Studienfreund aus Heidelberg. Walter unternimmt mit Fortunat einen Ausflug zum benachbarten Hohenstein auf den Sitz des Grafen Victor. Dort begegnen die beiden Reiter der Amtmannstochter Florentine. Walter ist mit dem Mädchen verlobt und will es nach der nächsten Gehaltserhöhung heiraten. Der Poet Victor lässt sich auf Hohenstein nicht blicken, aber Fortunat lernt am Tisch des Amtmanns den Dichter Otto kennen, einen Neffen des Amtmanns. Zwar widert den jungen Burschen die Rechtswissenschaft an, doch er will trotzdem sein bevorstehendes Examen bestehen. Walter und Fortunat verlassen Hohenstein. Walter muss zurück in sein Amt. Fortunat reist nach Italien, wo er die Theatertruppe des Prinzipals Sorti und die Schauspielerin Kordelchen trifft. Das Mädchen ist in den jungen Maler Guido verliebt. Zum Ensemble gehört unter anderem noch der erste Tenor Lothario. Auf Einladung des Fürsten begeben sich alle auf dessen Jagdschloss. Schon in Walters Städtchen hatte Fortunat einen Geiger bewundert. Nun tritt dieser seltsame Solist Dr. Dryander wieder auf. Fortunats Weg kreuzt den des Malers Albert, der sich auf der Rückreise von Rom befindet.
Der Fürst interessiert sich mehr für eine gewisse Gräfin Juanna als für die Schauspieler. Otto, von der Schauspielergesellschaft magisch angezogen, betritt den fürstlichen Park. Er liest Sorti und ein paar Schauspielern aus dem Manuskript seines Trauerspiels vor, stößt jedoch auf Desinteresse. Ottos Onkel, der Amtmann, ermöglicht ihm mit einer Summe Geld eine Reise durch Italien. Der Fürst stellt im Wald der Gräfin Juanna vergeblich nach. Der Maler Albert will Juanna beschützen und folgt dem Herrscher in den Wald.
Der Fürst entlässt die Truppe. Fortunat trifft im Wald auf Juanna. Sie warnt ihn, jede Annäherung oder gar Werbung bedeute Verderben. Juanna wolle keines Mannes Weib sein. Als Lothario sie zu binden versucht, stürzt sie sich vom Fels in den Tod. Währenddessen zieht die Schauspielertruppe weiter.
Walter wird zum Gerichtsverwalter befördert und kann nun Florentine heiraten.
Zweites Buch
Auf dem Wege nach Italien beobachtet Fortunat in der Schweiz zwei Bekannte, die sich mit dem Schwert bekämpfen – den langen Lord und den Maler Albert. Sie sind bei der Suche nach der verschwundenen Juanna in einen Streit geraten. Da sie gleich stark sind, endet der Kampf unentschieden.
In Rom kommt Fortunat im Palast des Marchese A. unter. Der Philosoph Grundling, ein Anhänger Kants, den er aus seiner Heidelberger Zeit, hat ihm die Wohnung beschafft.
Fortunat wird am folgenden Morgen von Fiametta, der 14-jährigen Tochter des Hauses geneckt. Ihr Vater, der Marchese A., ist mit dem Grafen Victor von Hohenstein entfernt verwandt. Fortunat trifft in der Stadt ein ihm bekanntes Liebespaar – Kordelchen und den jungen Maler Guido. Kordelchen war einmal die Geliebte Lotharios, hatte von ihm den Laufpass bekommen und sich Guido zugewandt.
Fortunat trifft auch Otto, den poetischen Studenten aus Hohenheim, wieder, der mit der schönen Römerin Annidi verheiratet ist. Er trifft auch auf Albert. Der Maler wird als Carbonaro von den Sbirre verfolgt und bringt sich um. Der herzuspringende Otto kann ihm nicht mehr helfen. Ottos Eheglück währt kurz. Annidi betrügt ihn. Während Fortunat Sizilien und Neapel bereist, geht Otto mit Kordelchen nach Deutschland zurück. Als Fortunat nach Rom zurückgekehrt ist, erfährt er, der Marchese A. habe bankrott gemacht. Die erkrankte Fiametta und ihr Vater haben Rom mit unbekanntem Ziel verlassen. Fortunat will den alten, verfallenen Palast des Marchese kaufen, und Grundling soll „Schloßwart“ werden.
Drittes Buch
Fortunat, nach Deutschland zurückgekehrt, erfährt, „daß der seltsame Lothario Graf Victor selber“ ist „und seit geraumer Zeit… als Vitalis“ lebt; „heiter und streng, ein Einsiedler ohne Kutte, ein Jäger, nach höherem Wild.“
„Genuß“ und „Lust“ sind dem Fürsten schlecht bekommen, während Fortunats Italienaufenthalt ist er wahnsinnig geworden. Die Fürstin regiert. Diese Dame, so enthüllt der Erzähler, wusste auch von den Bemühungen des Lothario-Victor-Vitalis um die arme Gräfin Juanna und von seiner Verstrickung in deren trauriges Schicksal. Es wird weiter gestorben. Otto, aus Italien entflohen, wollte daheim wieder „auf's Theater.“ Unentschlossen wandte er sich darauf im Gebirge an den Waldbruder Vitalis. Einsiedler konnte Otto auch nicht werden, „denn zum gottseligen Leben gehört eine gute, feste Natur.“ Vom strengen Vitalis verstoßen, liest er noch aus seinem langen Romanzenzyklus, in der glücklichsten Jugendzeit gedichtet und stirbt. Der Dichter Herr Dr. Dryander findet eine Anstellung, geht eine Vernunftehe ein, wird aber von seiner lieben kleinen Frau verlassen. Dabei waren ihm doch als Bräutigam die Reime geflossen wie Lavendelwasser. Von des Mondes Zaubermacht war die Rede gewesen, „vom Kosen und vom Flüstern sacht, bis daß die erste Lerche erwacht“.
Fortunat findet Fiametta wieder. Ihr Vater hatte in Deutschland vergeblich bei Verwandten angeklopft und war darauf vor Gram gestorben. Die beiden Liebenden wandern nach Hohenstein. In der alten Kirche wird das Paar von Vitalis getraut.

## Zitate
- „Eitelkeit macht dumm.“[4]
- Fiametta und Fortunat – ein Paar: Die Sommernacht im mondbeschienenen Garten, darin rauschende Brunnen und vor allem aus dem Gebüsch schlagende Nachtigallen spielen in dem Buch Hauptrollen. „So gingen sie langsam durch die verlockende Nacht, die Nachtigallen schlugen aus allen Gärten und zahllose Brunnen rauschten von fern.“[5] Sehnsucht treibt die Figuren des Romans an: „Vor ihnen glänzte schon manchmal die Landschaft unermeßlich herauf, alle Ströme zogen da hinaus, Wolken und Vögel schwangen sich durch's heitere Blau ihnen nach, und die Wälder neigten sich im Morgenwind nach der prächtigen Ferne. - Weißt du noch dein Märchen im Baum? sagte Fiametta lachend, nun bin ich wirklich Aurora.“[6]

## Form
Der Roman ist in drei Bücher gegliedert. Erzählt wird er aus der Perspektive eines allwissenden Erzählers. In den Text eingestreut sind gelegentlich lyrische Gedichte. Die häufigen, wörtlichen Reden der Romanfiguren sind nicht in Anführungszeichen gesetzt, so dass unklar bleibt, wer gerade spricht, der Erzähler oder seine Romanfigur.

## Selbstzeugnis
- In einem Brief vom 12. April 1833 an Theodor von Schön: „… so schreibe ich jetzt… an einem größeren Roman, der die verschiedenen Richtungen des Dichterlebens darstellen soll.“[7]

## Rezeption
- Rudolf Majut:[8] Lothario-Victor-Vitalis entsage der Poeterei und werde „Diener Gottes am Leben“.
- Volkmar Stein[9] legt den Finger auf die Wunde des Romans – die unzulängliche erzählerische Entwicklung. Eichendorff zeige seine Protagonisten, als da sind der Dichter Fortunat und der Priester Vitalis, „nicht in ihrer Bewährung“.
- Christian Strauch:[10] Eichendorff hauche seinen Figuren Leben ein, indem er sie gegensätzlich darstelle.
- Alexander von Bormann:[11] Otto, der zwischen Fortunat und Vitalis schwanke, stehe für die soziale Schwäche der Naturpoesie.
- Schillbach und Schultz:[12] Otto ähnele dem jungen Wilhelm Meister und folge Sternbald. Er scheitere als Poet, weil er ohne Rücksicht auf das Publikum drauflos dichte. Der Maler Albert vertrete die „patriotische Romantik“.
- Schulz vergleicht den Roman mit dem Vorgänger Ahnung und Gegenwart aus dem Jahr 1815[13] und stellt zum Beispiel die Wandlung des Freiheitsbegriffes fest. Die Freiheit – ein Teufelswerk[14] – wäre 1812 bei Eichendorff noch nicht möglich gewesen.
- Koopmann: Wehmütig und ernüchtert habe Eichendorff das Ende der Romantik eingestanden[15] und sich dem Fluss der Zeit mit seiner umwälzenden Kraft gebeugt.[16]
- Schiwy[17] weist auf Gutzkows Besprechung in dem Frankfurter Literaturblatt Phönix vom 14. Januar 1835 hin: Zwar komme Eichendorff als Romantiker ein klein wenig zu spät, doch er vereinige immerhin die strengere Klassik Weimarer Prägung mit der doch ziemlich subjektiven Romantik. In dem Roman würden romantische Lebensentwürfe – genauer, ihr Scheitern – durchgenommen. Der Rechtsgelehrte Walter ende als Beamter und – schimpflicher noch – als Philister. Fortunat sei Eichendorffs strahlender Held, weil er auf alte Weise neu dichte. Hingegen Albert sei bei dem Alten – den Befreiungskriegen – stehen geblieben. Lothario-Graf Victor sei der vorbildliche Dichter, der nach unglücklicher Liebe[18] schließlich in der katholischen Kirche als Geistlicher weiterstreite. Dem „elitären“ Otto werde seine „innere Zerrissenheit“ zum Verhängnis.
- Der Roman könne als Kampfbuch der Katholischen Bewegung gelesen werden.[19]

## Textausgaben
- Joseph von Eichendorff: Dichter und ihre Gesellen. Novelle. Duncker und Humblot, Berlin 1834. (Digitalisat und Volltext im Deutschen Textarchiv)
- Dichter und ihre Gesellen. Novelle. S. 105–353, in: Brigitte Schillbach (Hrsg.), Hartwig Schultz (Hrsg.): Dichter und ihre Gesellen. Erzählungen II. in: Joseph von Eichendorff. Werke in fünf Bänden. Band 3. Deutscher Klassiker Verlag, Frankfurt am Main 1993. ISBN 3-618-60130-1
- Joseph von Eichendorff: Dichter und ihre Gesellen. Text u. Kommentar Hrsg. v. Brigitte Schillbach und Hartwig Schultz. Deutscher Klassikerverlag, Frankfurt a. M. 2007.